# ローレルゲレイロ
ローレルゲレイロ（欧字名:Laurel Guerreiro、2004年5月3日 - ）は、日本の競走馬、種牡馬。
2009年のJRA賞最優秀短距離馬である。同年の高松宮記念（GI）、スプリンターズステークス（GI）を制し、フラワーパーク、トロットスターに続いて史上3頭目となる同一年JRAスプリントGI級競走独占を果たした。
高松宮記念では、2002年ショウナンカンプ以来史上2例目の逃げ切りを果たし、2000年優勝馬の父キングヘイローとともに、レース史上初めてとなる父仔高松宮記念優勝を成し遂げた。スプリンターズステークスでは、ビービーガルダンとの約1センチメートル差「史上最小差」とも言われる争いを制し、史上初めて二桁着順2連敗からの巻き返しGI優勝も成し遂げた。

## デビューまで

### 村田牧場
北海道新冠町の村田牧場は、1930年創業の老舗牧場である。1989年に分場を開設して競走馬生産に本腰を入れ、その1期生であるユキノビジンである。牧場が長年血を育んできた背景のあるユキノビジンは、岩手競馬でデビューした後、中央競馬に移籍して、1993年牝馬クラシック戦線に加わり、ベガには及ばなかったもの、桜花賞と優駿牝馬（オークス）で共に2着となった。その後、秋初戦のクイーンステークス（GIII）でホクトベガ他を下して、重賞初勝利。村田牧場は、これが中央競馬のサラブレッド平地重賞初優勝だった。ユキノビジンはまもなく引退し、牧場に戻り繁殖牝馬になったが、残した産駒は不振に終わる。牧場の他の生産馬も大出世を遂げるには至らず、届きかけたGIタイトルから長い間遠ざかっていた。

### 誕生までの経緯

#### ビッグテンビー
ビッグテンビーは、村田牧場で生産された、父テンビー、母モガミヒメ、母系を遡ると2代母はモガミポイント、4代母はクリヒデの牝馬である。クリヒデは1962年、牝馬ながら天皇賞（秋）を制したほか、繁殖牝馬としても活躍し母や祖母として、1968年カブトヤマ記念を制したクリアヤメ、1980年北海道3歳ステークスを制したビッグディザイアー、1982年高崎大賞典を制したウインビクトリーなどを送り出していた。モガミポイントは、早来町のマルゼン橋本牧場で生産されたマルゼンスキー産駒であり、ブービー賞11着から5馬身差勝利や、2戦連続二桁着順からの勝利など、戦績にムラがある馬だった。
父のテンビーは、1992年グランクリテリウムを優勝したイギリス産であり、引退後、種牡馬として日本に輸入される。村田牧場代表の村田繁實が設立に尽力し、要職を担っていた優駿スタリオンステーションで繋養されていた。ビッグテンビーは、日本における初期のテンビー産駒であり、種牡馬の成功といった意味でも、村田や馬産地の大きな期待を集めていた。
村田の自己所有、栗東の梅内忍厩舎からデビューしたビッグテンビーは、高い素質があった。その通り、2000年9月の新馬戦を、藤田伸二が騎乗し3馬身半で勝利する。しかしその後に故障し、1年以上戦線を離脱した。2001年11月に復帰し2着となるも、再び脚をきたして再休養。半年以上経過した2002年7月に再復帰し4着。さらに半年かかって2003年4月の再々復帰16着を以て引退、4戦1勝という成績だった。高く見込んでいた村田は、ビッグテンビーを牧場の繁殖牝馬とし、その無念を産駒で晴らすことを目指す。引退直後の2003年春、村田によれば「産駒のデビュー前で、手ごろだったから」という理由で、初年度の交配相手にキングヘイローが選ばれた。

#### キングヘイロー
キングヘイローは、父ダンシングブレーヴ、母グッバイヘイローの牡馬である。父はヨーロッパ、母はアメリカで活躍して日本でまぐわい、北海道新冠町の協和牧場で誕生した、2頭合わせてGI級競走11勝の良血だった。牧場の大きな期待を集めながら、栗東トレーニングセンターの坂口正大厩舎からデビューし、デビュー3連勝で重賞優勝を果たす。1998年クラシック戦線の有力候補に名を連ね、三冠競走を皆勤する。それぞれ3番人気、2番人気、3番人気に推されていたが、セイウンスカイ、スペシャルウィークに敵わず、2着、14着、5着、期待されながら無冠に終わった。
古馬となった1999年、初戦の東京新聞杯、中山記念を連勝して復調するも、安田記念2番人気11着。その後はしばらく凡走し続け、秋11月のマイルチャンピオンシップ、12月のスプリンターズステークスに臨み、いずれも好走。しかし、エアジハード、ブラックホークに敵わず2着、3着でGIタイトルには届かなかった。そして5歳となった2000年、高松宮記念にて、ディヴァインライト、アグネスワールド、ブラックホークとの横一線の4頭の争いを、クビ、クビ、ハナ差で抑えて先着。GI初制覇を果たした。勝利はこれを最後に遠ざかり、引退後は、優駿スタリオンステーションで種牡馬となる。初年度から136頭の繁殖牝馬を集め、以後しばらく三桁の繁殖牝馬を集め続けていた。
まだ産駒がデビューしていない3年目の2003年春、ビッグテンビーにキングヘイローが配合された。2004年5月3日、北海道新冠町の村田牧場にて、ビッグテンビーの初仔、キングヘイローの3年目産駒である、青鹿毛の牡馬（後のローレルゲレイロ）が誕生する。

### 幼駒時代
誕生直後、牧場を訪れた栗東トレーニングセンターの調教師・昆貢が接近している。昆は、競馬の未来のために、大馬主よりも中小馬主、大牧場よりも中小牧場の活躍に力を貸したいという考えの持ち主だった。日高地方の中小牧場を頻繁に訪れては、優良な幼駒を発掘し、中小馬主に購入を仰ぐことというのが、ルーチンだった。例えば、価格の安い馬、あまり人気のない種牡馬の産駒を盛んに受け入れ、反対にクラシックで活躍するサンデーサイレンス産駒の管理を自ら断るということが頻繁にあった。そんな中、村田牧場とは、関係者と遠縁であるため、頻繁に訪れていた。
昆は、ビッグテンビーの初仔について当初は「初仔だったので小さくて目立たなくて、血統的な華やかさもない」と捉えていた。しかし、ある時、放牧地にいるビッグテンビーの初仔が目に留まる。その後、牧場を訪れるたびに、その初仔が気になって仕方がなくなってしまった。そこで昆は、この初仔の管理を希望する。まず所有してくれる馬主を探す必要があった。しかし、小さく、実績のないキングヘイロー産駒では自信がなく、躊躇して馬主に薦めることができなかった。
結局、1歳夏、新冠町の牧場が連携して運営するクラブ法人・ローレルレーシングに所有を乞い、了承を得る。かくして、ローレルレーシングの所有が決定した。ローレルレーシングは、愛馬会法人のローレルクラブで出資会員を募っていた。一口5万円の200口、総額1000万円という価格設定だったが、会員を集めることができず、満口には至らなかった。結果的に、生産牧場の村田牧場自ら「かなりの口数」（吉沢譲治）買い取って補填し、競走馬デビューにこぎつけていた。産駒実績のない父、日本で人気がなくアイルランドに放出された母父、1勝馬の母、その初仔という条件では、「これでは手を出しづらい」（吉沢譲治）という身分だった。
ビッグテンビーの初仔は、ローレルレーシングの冠名「ローレル」に、ポルトガル語で戦士を意味する「ゲレイロ」を組み合わせた「ローレルゲレイロ」という競走馬名が与えられた。

## 競走馬時代

### 2-3歳（2006-07年）

#### "最強の1勝馬"
2006年6月17日、2004年産世代最初の新馬戦である、函館競馬場の芝1000メートルに本田優が騎乗しデビューする。先行して直線で抜け出し、突き放した。マイネカンナらに3馬身半差をつけて初勝利、世代勝ち上がり一番乗りを果たした。続いて7月22日の函館で連戦し、ラベンダー賞（OP）に厩舎が重用する藤田伸二に乗り替わり参戦、1番人気に支持されたが、逃げるエイシンイッテン、外から追い上げるインパーフェクトに封じられて3着だった。
そして8月6日、再び函館の函館2歳ステークス（GIII）で重賞初出走となる。5番人気の支持だった。以後、しばらく本田が騎乗する。スタートから1番人気エーシンダームスンに次ぐ2番手を追走したが、ハイペースを刻んだエーシンダームスンが早めに失速。最終コーナーで早めに抜け出す形となっていた。後方勢の脚が利く展開の中、直線で粘り、並びかけてきたシャルトリューズを下したが、中団外から追い上げたニシノチャーミーにかわされた。1馬身4分の1差の2着となる。
続いて10月14日、デイリー杯2歳ステークス（GII）に臨む。新馬戦で5馬身、野路菊ステークスで2馬身の逃げ切り、無敗のスペシャルウィーク産駒であるオースミダイドウが注目されていた。オースミダイドウが1.3倍の1番人気に対し、ローレルゲレイロは8.9倍の2番人気だった。スローペースの中団をオースミダイドウとともに追走。直線では最も内に潜って進出して追い上げ、先行馬を捉えて抜け出した。しかし外から追い込んだオースミダイドウにゴール手前でかわされた。半馬身及ばず、再び2着となる。

それから12月10日、朝日杯フューチュリティステークス（GI）に臨む。無敗のオースミダイドウが抜けた1番人気、東京スポーツ杯2歳ステークスにて、フサイチホウオーに敗れ2着3着のフライングアップル、ドリームジャーニーが3番人気、2番人気だった。対してローレルゲレイロは、13.4倍の7番人気だった。
5枠9番から先行、逃げるオースミダイドウを注視しての追走となった。第3コーナーから、逃げ切りを図るオースミダイドウに限りなく接近し、最終コーナーでは、外から並びかける。直線入り口でかわして抜け出したが、オースミダイドウの抵抗も受けながらも先頭をゴール手前まで守り切った。しかし大外から追い込んだドリームジャーニーに2頭まとめて差し切られる。オースミダイドウに4分の3馬身差をつけたが、ドリームジャーニーに半馬身敵わず、再三2着となる。
年をまたいで3歳、2007年1月8日のシンザン記念（JpnIII）に臨み、中京2歳ステークス1着、2着のダイワスカーレット、アドマイヤオーラと対して、ダイワスカーレットに次ぐ2番人気となる。中団を追走して直線で追い上げたが、ダイワスカーレットとアドマイヤオーラの先頭争いに加われなかった。勝利したアドマイヤオーラに約4馬身、ダイワスカーレットに2馬身半後れを取る3着となる。
そして2月24日、アーリントンカップ（JpnIII）に臨み、2戦2勝のトーセンキャプテンと対する。トーセンキャプテンと共にオッズ2倍台となるが、ローレルゲレイロが1番人気だった。人気の2頭は好位を追走し、直線で共に抜け出して後続を突き放し、2頭だけの競り合いを演じていた。競り合いはもつれたが、ゴール手前でわずかにトーセンキャプテンに後れを取った。重賞優勝馬マイネルレーニアなどに4馬身差をつけながら、トーセンキャプテンにはクビ差及ばず、再びの重賞2着となる。この週で引退だった本田を勝利に導くことができなかった。

続いて、春の3歳GI、クラシックに参戦する。本田の引退により、藤田がしばらく騎乗することとなる。4月15日、第一弾の皐月賞（JpnI）に臨んだが、9番人気6着だった。そして5月6日、NHKマイルカップ（JpnI）に臨む。雨中の稍重馬場だった。オースミダイドウ、きさらぎ賞優勝馬アサクサキングスとともに有力視されたが、2頭ともすでに先着した経験があり、1番人気に推された。
スタートから好位を確保し、ハイペースを追走した。直線では馬場の中央に展開して追い上げ、先頭に立った。内からムラマサノヨートー、シベリアンバードが接近して来たものの、先頭を守ってゴール手前にまで到達する。しかし寸前で大外から追い上げたブービー17番人気のピンクカメオに差し切られた。ムラマサノヨートーなどに半馬身差をつけたが、ピンクカメオに半馬身及ばず、再びGI2着となった。それから東京優駿（日本ダービー）に代打・池添謙一とともに臨んだが、ウオッカに敗れる13着だった。
ここまでGIや重賞で好走しながら、2勝目を挙げることができなかった。そして次第に「最強の1勝馬」と言われるようになる。その称号は3歳のうちに拭い去ることができなかった。この後は、夏負けにかかって不調となり大敗を繰り返す。谷川善久によれば「もはや『最強の1勝馬』との声すら聞こえなくなる。まさに"戻ってこない"馬としての姿が、そこにはあった」という状況だった。夏のキーンランドカップ（GIII）で古馬に挑み、1番人気となるも11着、秋は富士ステークス（GIII）は10着、マイルチャンピオンシップ（GI）は16着、いずれも好位追走から後退しての敗北だった。しかし、暮れの阪神カップ（GII）では、新馬戦以来の逃げに出て、9番人気ながら4着に残り、復調を見せた。

### 4歳（2008年）
古馬となり、2月2日の東京新聞杯（GIII）で始動する。カンパニー、エイシンデピュティら重賞優勝馬と対し、6番人気となる。阪神カップ同様にハナを奪い、逃げに出た。中途でアポロノサトリに先頭を譲ったが、直線で一伸びして、アポロノサトリをかわして抜け出した。すぐ外からタマモサポート、大外からリキッドノーツに追い上げを許し、横一線並ばれたが、クビ差最先着を果たした。デビュー戦以来1年半ぶりの勝利、重賞初勝利を挙げた。1999年優勝の父とともに父仔東京新聞杯優勝を成し遂げた。また昆は、これがJRA重賞初勝利だった。
続いて3月2日、阪急杯（GIII）に臨む。ここまで藤田が継続して騎乗していたが、この日は中山で先約に応えていたため、騎乗できなかった。そこで、藤田の推薦により、厩舎とは縁のなかった四位洋文が起用される、以後しばらくは四位が騎乗し続けた。GI優勝馬スズカフェニックス、オープン3勝キンシャサノキセキに次ぐ3番人気だった。スタートからハナを奪い、再び逃げて平均ペースで引っ張った。後続を引き付け、先頭のまま最終コーナーに到達した。直線ではスズカフェニックスに接近を許したが逃げ切り、アタマ差先着、重賞連勝を果たした。この後は、4月のマイラーズカップを目指したが、逃げ馬のアストンマーチャンなどが回避した高松宮記念に臨む。逃げる有力馬がいなくなったことからの急転進だった。
それから3月30日の高松宮記念では、スズカフェニックスに次ぐ2番人気の支持だった。ハナを奪ってハイペースで飛ばし、最終コーナーでフサイチリシャールに先頭を譲ったが、直線で盛り返した。中団、好位、後方から追い上げたファイングレイン、キンシャサノキセキ、スズカフェニックスには及ばなかったものの、フサイチリシャールは差し返し4着を確保した。しかしこの直後に、右橈骨遠位端骨折が判明、半年以上の全治を要するために戦線を離脱、春シーズンが終了する。
秋、11月1日のスワンステークス（GII）で復帰、スズカフェニックス、ファリダットに次ぐ3番人気に推される。マイネルレーニア、ステキシンスケクンに続く3番手を追走。直線で追い上げて、マイネルレーニアに接近したが、かわすことができなかった。半馬身届かず2着となる。その後、マイルチャンピオンシップでは3番手追走から直線で抜け出したが、ブルーメンブラット、スーパーホーネット、ファイングレイン、カンパニーにかわされ、5着だった。暮れには、外国遠征を敢行し、香港スプリント（G1）にトウショウカレッジとともに日本調教馬2頭で参戦、単勝29倍の支持だった。好スタートから好位を得て、直線に向いて抜け出しを図ったが、伸びず8着敗退となった。

### 5-6歳（2009-10年）

#### 高松宮記念

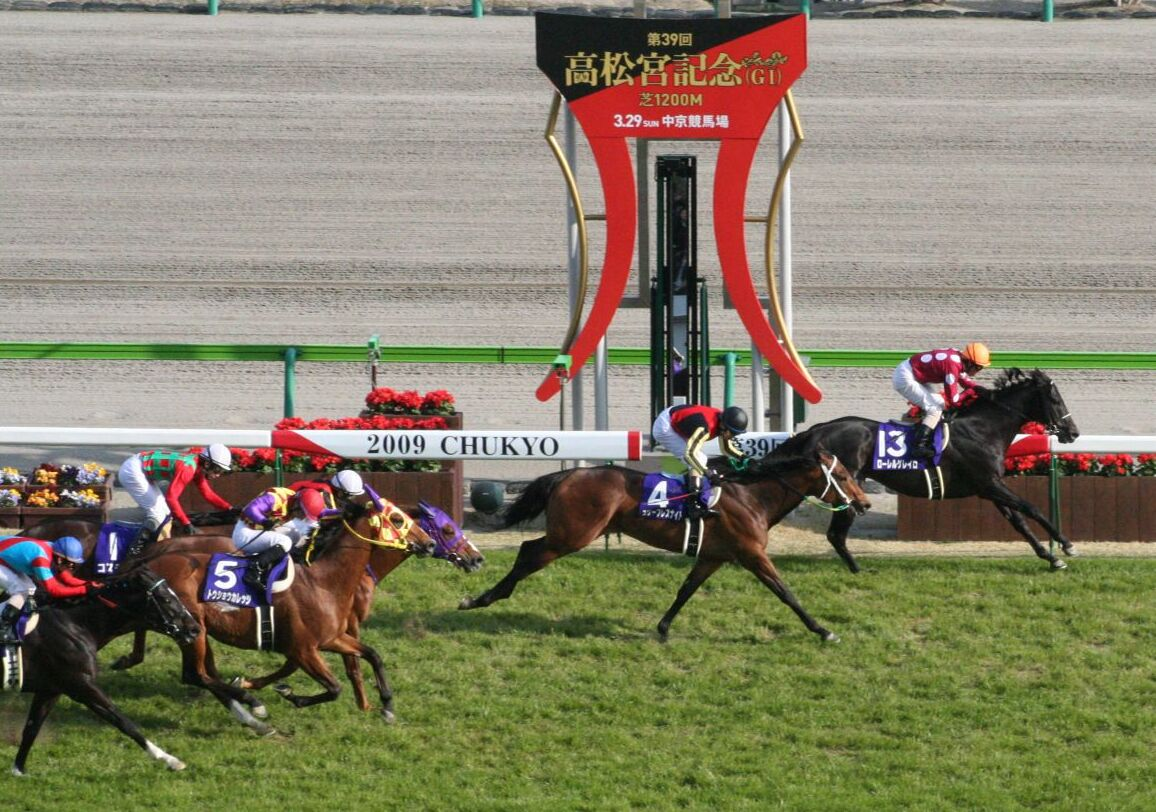
1着でゴールするローレルゲレイロ

5歳となった2005年、前年に続いて1月31日の東京新聞杯で始動し2番人気、逃げたが、不良馬場が祟って13着。それから3月1日の阪急杯では、藤田が舞い戻った。藤田は以後、引退まで騎乗することとなる。参戦するにあたっては、香港遠征の際に、昆が学んだ外国流の馬本位の調教を実践し始めていた。これまで常に最も早いタイムで駆けて身体を鍛えるのに重点を置いていたが、外国流の調教は、精神の充実ももたらされることとなった。当日は3番人気で臨む。再び逃げて直線に向いたが、2番手追走のビービーガルダンに捉えられ、1馬身4分の1差の2着だった。

3月29日、高松宮記念に臨む。この年は、急遽参戦し敗れた前年を踏まえて、早々と春の目標を高松宮記念に定めていた。阪急杯を前哨戦に使い好走するなど計画を滞りなくこなし、新しい外国流の調整方法も成功するなど、抜かりのない状態での参戦だった。相手には、前年秋のスプリンターズステークスを制し目下5連勝中のスリープレスナイト、前年の高松宮記念を制したファイングレインがいる中、7.6倍の3番人気に推される。1番人気は3倍のスリープレスナイト、2番人気は6倍のファリダット、4番人気以降はビービーガルダン、キンシャサノキセキなどと続いていた。
7枠13番からスタートしてハナを奪い、逃げてハイペースで先導。先頭を守って最終コーナーを通過した。直線では好位追走から抜け出たスリープレスナイトに並ばれて先頭が脅かされたが、終いにもう一伸びして逃げ切った。半馬身差をつけて最先着を果たした。
GI級競走9度目の挑戦でGI初勝利。2002年、藤田が導いたショウナンカンプ以来となる逃げ切り優勝を果たした。また2000年優勝の父に続いて、史上初めてとなる高松宮記念父仔優勝を成し遂げる。父仔の枠番はいずれも7枠13番だった。さらにローレルレーシング並びに村田牧場は、これがJRAGI初優勝だった。続いて臨んだ安田記念では同厩舎の1歳下、東京優勝優勝馬のディープスカイと共闘したが、ウオッカに敗れる15着だった。

#### スプリンターズステークス
その後は、浦河町のグランデファームで放牧となったが、放牧中に夏負けして、体調を崩してしまう。7月下旬、函館競馬場に入厩し、秋は、もう一つのスプリントGIであるスプリンターズステークスを目指していたが、調教ではデビュー前の2歳馬にも先着できないほどの体調だった。体調、馬体重が回復しないまま始動戦、9月13日のセントウルステークス（GII）に臨み、スリープレスナイト、カノヤザクラ、サンダルフォンなどと対した。スタートから逃げに出たが直線で後退、14着に敗退していた。
そして10月4日、スプリンターズステークスに臨んでいる。その日が近づいても、一向に体調が回復していなかった。そこで昆は、上手くいった春の軽い調教法を止めて、従来のように強く促す調教法に戻していた。迎えた当日、セントウルステークスは、不調のマイナス6キログラムで大敗していたが、今回はさらに減らしてマイナス4キログラムとなり、馬体重は回復していなかった。調子も「高松宮記念時を100点とするなら、良くて90点といったところ」（軍土門隼夫）だったという。

セントウルステークスで2着、前年優勝馬のスリープレスナイトが参戦直前で屈腱炎を発症して引退していたが、ローレルゲレイロは人気を集めることができず、13.8倍の6番人気だった。セントウルステークス優勝のアルティマトゥーレ、キーンランドカップ優勝のビービーガルダン、オーストラリアのシーニックブラスト、前年2着のキンシャサノキセキ、3歳牝馬グランプリエンゼルが人気で上回っていた。
7枠13番からスタートし、促されてハナを奪って逃げ、ハイペースで先導した。先頭を守って最終コーナーを通過。直線では逃げ切りを図ったが、好位追走から追い込むビービーガルダンに詰め寄られた。ビービーガルダンには勢いがあったが粘って抵抗し、やがて2頭並び立つ競り合いに持ち込む。しばらく続いた競り合いは、均衡を保ったままだった。ほとんど同時に決勝線を通過する。
優劣判定は写真判定に持ち込まれたが、10分が経過しても発表されなかった。そして入線約12分後、ローレルゲレイロのハナ差、約1センチメートル先着が確定する。確定まで12分を要したのは、前年の天皇賞（秋）・ウオッカ、ダイワスカーレットの優劣を分けた13分に匹敵し、1センチメートル差は、前年の天皇賞（秋）の2センチメートル差を上回り、1996年スプリンターズステークス・フラワーパーク、エイシンワシントンの優劣に並ぶ、いわゆるGI史上「最小着差」での決着だった。
GI2勝目を挙げる。1996年フラワーパーク、2001年トロットスター以来史上3頭目の同一年のJRAスプリントGI独占。それらに2002年2003年にかけて優勝したビリーヴを加え、史上4頭目の両スプリントGI優勝を果たした。また父キングヘイローが1999年3着、2000年7着で叶わなかったスプリンターズステークスを優勝。さらにJRAGIで史上初めて、二桁着順の2連敗からの巻き返し優勝を果たしている。入線直後は、ビービーガルダンと安藤勝己が勝利を確信し、検量室前では1着用の枠場に収まって下馬しているが、ローレルゲレイロと藤田は、どちらかわからず、どの枠場でもないところ下馬している。とりあえずの着順が示される検量室のホワイトボードも「9、13」でビービーガルダン優勝を示しているように見えていた。そのため、藤田は「正直負けてると思った」という。対して昆は、不調の中、優勝相当の走りを見せただけでも満足だったという。
その後は、前年に引き続き香港スプリントに臨んだが、13着敗退した。この年のJRA賞では、全287票中268票を集めて、最優秀短距離馬に選出された。

#### 引退
6歳となった2010年は、フェブラリーステークスでダートに臨み、7着。続いてアラブ首長国連邦のドバイワールドカップデー、ドバイゴールデンシャヒーン（オールウェザー1200メートル）に臨んでいる。実戦で初めて遮眼革を使用していた。スタートは出遅れた。それでも拘ってハナを奪取し逃げるも、終いまで持たなかった。アメリカのキンセールキング、シンガポールのロケットマンなどに敵わなかったが、粘り4着を確保した。この後は放牧し、夏は休養となる。
秋は、8月29日のキーンランドカップで始動するも8着。連覇が懸かった10月3日のスプリンターズステークスは14着だった。10月14日、競走馬引退を発表。11月20日、京都競馬場にて引退式が行われた。同日付で、日本中央競馬会の競走馬登録を抹消する。

## 種牡馬時代
2011年から父キングヘイローと同じ優駿スタリオンステーションにて種牡馬となる。初年度は41頭に種付けした。その後、48頭、50頭、70頭を経て、5年目となる2015年は79頭の繁殖牝馬を集めた。しかしこれがピークとなり、54頭、12頭と右肩下がりで減少している。
産駒には、地方競馬の重賞優勝馬がいる。シークロムは、岩手競馬の重賞3勝。リンノゲレイロは、佐賀競馬の重賞2勝。アルネゴーは、高知競馬の重賞4勝。クルーズラミレスは、岩手のウイナーカップを優勝した。またアイオライトは、2019年の全日本2歳優駿（JpnI）で2着となったほか、中央競馬のリステッド競走であるベテルギウスステークスや大沼ステークス、栗東ステークスに優勝、交流重賞の北海道スプリントカップでは2着となっている。

## 競走成績
以下の内容は、netkeiba.com並びにJBISサーチ、『優駿』の情報に基づく。
| 競走日 | 競走日 | 競走日 | 競馬場   | 競走名          | 格     | 距離 （馬場） | 頭 数 | 枠 番 | 馬 番 | オッズ （人気） | オッズ （人気） | 着順 | タイム （上り3F） | 着差 | 騎手     | 斤量 [kg] | 1着馬 （2着馬）        | 馬体重 [kg] |
| ------ | ------ | ------ | -------- | --------------- | ------ | ------------- | ----- | ----- | ----- | --------------- | --------------- | ---- | ----------------- | ---- | -------- | --------- | ---------------------- | ----------- |
| 2006.  | 06.    | 17     | 函館     | 2歳新馬         |        | 芝1000m（良） | 9     | 5     | 5     | 01.8            | 0（1人）        | 01着 | 0:58.5 (34.8)     | -0.6 | 本田優   | 54        | （マイネカンナ）       | 448         |
|        | 07.    | 22     | 函館     | ラベンダー賞    | OP     | 芝1200m（良） | 7     | 2     | 2     | 02.0            | 0（1人）        | 03着 | 1:11.2 (37.3)     | -0.3 | 藤田伸二 | 54        | インパーフェクト       | 450         |
|        | 08.    | 06     | 函館     | 函館2歳S        | GIII   | 芝1200m（良） | 15    | 6     | 11    | 12.2            | 0（5人）        | 02着 | 1:10.5 (36.2)     | -0.2 | 本田優   | 54        | ニシノチャーミー       | 448         |
|        | 10.    | 04     | 京都     | デイリー杯2歳S  | GII    | 芝1600m（良） | 13    | 4     | 5     | 08.9            | 0（2人）        | 02着 | 1:34.4 (34.8)     | -0.1 | 本田優   | 55        | オースミダイドウ       | 458         |
|        | 12.    | 10     | 中山     | 朝日杯FS        | GI     | 芝1600m（良） | 15    | 5     | 9     | 13.4            | 0（7人）        | 02着 | 1:34.5 (35.4)     | -0.1 | 本田優   | 55        | ドリームジャーニー     | 472         |
| 2007.  | 01.    | 08     | 京都     | シンザン記念    | JpnIII | 芝1600m（良） | 10    | 5     | 5     | 03.0            | 0（2人）        | 03着 | 1:35.7 (33.7)     | -0.6 | 本田優   | 57        | アドマイヤオーラ       | 470         |
|        | 02.    | 24     | 阪神     | アーリントンC   | JpnIII | 芝1600m（良） | 16    | 7     | 14    | 02.4            | 0（1人）        | 02着 | 1:33.9 (34.7)     | -0.0 | 本田優   | 57        | トーセンキャプテン     | 468         |
|        | 04.    | 15     | 中山     | 皐月賞          | JpnI   | 芝2000m（良） | 18    | 1     | 2     | 30.7            | 0（9人）        | 06着 | 2:00.2 (34.6)     | -0.3 | 藤田伸二 | 57        | ヴィクトリー           | 464         |
|        | 05.    | 06     | 東京     | NHKマイルC      | JpnI   | 芝1600m（稍） | 18    | 5     | 10    | 05.5            | 0（1人）        | 02着 | 1:34.4 (35.6)     | -0.1 | 藤田伸二 | 57        | ピンクカメオ           | 460         |
|        | 05.    | 27     | 東京     | 東京優駿        | JpnI   | 芝2400m（良） | 18    | 7     | 13    | 79.1            | （13人）        | 13着 | 2:26.1 (34.8)     | -1.6 | 池添謙一 | 57        | ウオッカ               | 460         |
|        | 08.    | 26     | 札幌     | キーンランドC   | JpnIII | 芝1200m（良） | 15    | 1     | 2     | 04.9            | 0（1人）        | 11着 | 1:09.4 (35.2)     | -0.8 | 藤田伸二 | 53        | クーヴェルチュール     | 464         |
|        | 10.    | 20     | 東京     | 富士S           | GIII   | 芝1600m（良） | 18    | 8     | 16    | 10.0            | 0（5人）        | 10着 | 1:33.9 (35.0)     | -0.6 | 藤田伸二 | 54        | マイネルシーガル       | 464         |
|        | 11.    | 18     | 京都     | マイルCS        | GI     | 芝1600m（良） | 18    | 7     | 13    | 78.1            | （15人）        | 16着 | 1:34.0 (35.6)     | -1.3 | 和田竜二 | 56        | ダイワメジャー         | 464         |
|        | 12.    | 16     | 阪神     | 阪神C           | JpnII  | 芝1400m（良） | 18    | 2     | 3     | 30.3            | 0（9人）        | 04着 | 1:20.8 (34.8)     | -0.2 | 藤田伸二 | 56        | スズカフェニックス     | 464         |
| 2008.  | 02.    | 02     | 東京     | 東京新聞杯      | GIII   | 芝1600m（良） | 16    | 4     | 7     | 10.2            | 0（6人）        | 01着 | 1:32.8 (34.9)     | -0.0 | 藤田伸二 | 57        | （リキッドノーツ）     | 470         |
|        | 03.    | 02     | 阪神     | 阪急杯          | GIII   | 芝1400m（良） | 16    | 2     | 3     | 04.6            | 0（3人）        | 01着 | 1:20.7 (34.6)     | -0.0 | 四位洋文 | 57        | （スズカフェニックス） | 468         |
|        | 03.    | 30     | 中京     | 高松宮記念      | GI     | 芝1200m（良） | 18    | 8     | 16    | 05.9            | 0（2人）        | 04着 | 1:07.4 (34.0)     | -0.3 | 四位洋文 | 57        | ファイングレイン       | 470         |
|        | 11.    | 01     | 京都     | スワンS         | GII    | 芝1400m（良） | 16    | 4     | 7     | 08.2            | 0（3人）        | 02着 | 1:20.0 (34.1)     | -0.1 | 四位洋文 | 57        | マイネルレーニア       | 472         |
|        | 11.    | 23     | 京都     | マイルCS        | GI     | 芝1600m（良） | 18    | 1     | 1     | 10.1            | 0（3人）        | 05着 | 1:33.0 (34.8)     | -0.4 | 四位洋文 | 57        | ブルーメンブラット     | 478         |
|        | 12.    | 14     | 沙田     | 香港スプリント  | G1     | 芝1200m（良） | 13    | 3     | 7     |                 |                 | 08着 | 1:09.2            | -0.5 | 四位洋文 | 57        | Inspiration            | 470         |
| 2009.  | 01.    | 31     | 東京     | 東京新聞杯      | GIII   | 芝1600m（不） | 16    | 3     | 5     | 04.4            | 0（2人）        | 13着 | 1:38.7 (39.3)     | -1.8 | 四位洋文 | 57        | アブソリュート         | 468         |
|        | 03.    | 01     | 阪神     | 阪急杯          | GIII   | 芝1400m（良） | 16    | 7     | 13    | 05.3            | 0（3人）        | 02着 | 1:21.3 (35.6)     | -0.2 | 藤田伸二 | 57        | ビービーガルダン       | 468         |
|        | 03.    | 29     | 中京     | 高松宮記念      | GI     | 芝1200m（良） | 18    | 7     | 13    | 07.6            | 0（3人）        | 01着 | 1:08.0 (34.9)     | -0.1 | 藤田伸二 | 57        | （スリープレスナイト） | 468         |
|        | 06.    | 07     | 東京     | 安田記念        | GI     | 芝1600m（良） | 18    | 8     | 17    | 30.9            | 0（6人）        | 15着 | 1:35.0 (37.5)     | -1.5 | 藤田伸二 | 58        | ウオッカ               | 470         |
|        | 09.    | 13     | 阪神     | セントウルS     | GII    | 芝1200m（良） | 15    | 3     | 5     | 08.9            | 0（4人）        | 14着 | 1:09.2 (35.4)     | -1.4 | 藤田伸二 | 59        | アルティマトゥーレ     | 464         |
|        | 10.    | 04     | 中山     | スプリンターズS | GI     | 芝1200m（良） | 16    | 7     | 13    | 13.8            | 0（6人）        | 01着 | 1:07.5 (34.6)     | -0.0 | 藤田伸二 | 57        | （ビービーガルダン）   | 460         |
|        | 12.    | 13     | 沙田     | 香港スプリント  | G1     | 芝1200m（良） | 14    | 13    | 11    |                 |                 | 13着 | 1:10.4            | -1.3 | 藤田伸二 | 57        | Sacred Kingdom         | 計不        |
| 2010.  | 02.    | 21     | 東京     | フェブラリーS   | GI     | ダ1600m（良） | 15    | 7     | 13    | 34.0            | 0（8人）        | 07着 | 1:37.1 (37.9)     | -2.2 | 藤田伸二 | 57        | エスポワールシチー     | 472         |
|        | 03.    | 27     | メイダン | ドバイGS        | G1     | オ1200m（良） | 10    |       | 4     |                 |                 | 04着 |                   |      | 藤田伸二 | 57        | Kinsale King           | 計不        |
|        | 08.    | 29     | 札幌     | キーンランドC   | GIII   | 芝1200m（良） | 16    | 1     | 2     | 08.5            | 0（3人）        | 08着 | 1:09.1 (34.7)     | -0.7 | 藤田伸二 | 59        | ワンカラット           | 470         |
|        | 10.    | 03     | 中山     | スプリンターズS | GI     | 芝1200m（良） | 16    | 5     | 9     | 09.1            | 0（5人）        | 14着 | 1:08.4 (35.1)     | -1.0 | 藤田伸二 | 57        | ウルトラファンタジー   | 462         |

## 種牡馬成績

### 年度別成績
以下の内容は、JBISサーチの情報に基づく。
| 種付年度 | 種付頭数 | 生産頭数 | 血統登録頭数 | 出走頭数 | 勝馬頭数 | 重賞勝馬頭数 | AEI  | CPI  |
| -------- | -------- | -------- | ------------ | -------- | -------- | ------------ | ---- | ---- |
| 2011     | 41       | 21       | 21           | 19       | 13       | 1            | 0.98 |      |
| 2012     | 48       | 23       | 23           | 18       | 10       | 0            | 0.50 |      |
| 2013     | 50       | 31       | 30           | 27       | 21       | 0            | 0.29 |      |
| 2014     | 70       | 38       | 37           | 32       | 27       | 1            | 0.53 |      |
| 2015     | 79       | 44       | 44           | 39       | 24       | 2            | 0.38 |      |
| 2016     | 54       | 27       | 26           | 24       | 19       | 0            | 0.80 |      |
| 2017     | 12       | 6        | 5            | 5        | 3        | －           | 0.21 |      |
| 2018     | 5        | 4        | 4            | 4        | 2        | 0            | 0.70 |      |
| 2019     | 3        | 1        | 1            | 1        | 1        | －           | 1.33 |      |
| 2020     | 3        | 2        | 2            | 0        | －       | －           | －   |      |
| 2021     | 1        | 0        | 0            | 0        | －       | －           | －   |      |
| 合計     | 合計     | 合計     | 193          | 169      | 120      | 4            | 0.61 | 0.60 |

- 情報は、2022年9月12日時点。
- 出走頭数、勝馬頭数、重賞勝馬頭数、アーニングインデックス、コンパラブルインデックスは、平地競走に限る。

### 重賞優勝産駒
地方競馬主催者（地区）独自の格付けによる重賞は、競走名の前にアスタリスクを充てる。
- 2012年産
  - シークロム（牡、母父:ラムタラ（2015年*スプリングカップ、*イーハトーブマイル、2016年*青藍賞）[86]
- 2015年産
  - リンノゲレイロ（牡、母父:タニノギムレット（2018年*筑紫野賞、*佐賀皐月賞）[87]
- 2016年産
  - アルネゴー（牡、母父:コマンダーインチーフ（2018年*黒潮ジュニアチャンピオンシップ、*金の鞍賞、2019年*黒潮皐月賞、*西日本ダービー）[88]
  - クルーズラミレス（牡、母父:ネオユニヴァース（2019年*ウイナーカップ）[89]

## 血統表
| ローレルゲレイロの血統 | ローレルゲレイロの血統 | ローレルゲレイロの血統 | ローレルゲレイロの血統 | ローレルゲレイロの血統                                          | ローレルゲレイロの血統                                          | ローレルゲレイロの血統                                          | ローレルゲレイロの血統                                          | ローレルゲレイロの血統                                          | ローレルゲレイロの血統                                          | ローレルゲレイロの血統                                          | ローレルゲレイロの血統                                          | （血統表の出典）                                                | （血統表の出典） |
| |                        |                        |                        |                                                                 |                                                                 |                                                                 |                                                                 |                                                                 |                                                                 |                                                                 |                                                                 | *Northern Dancer                                                | *Nearctic        |
| | *Natalma               |                        |                        |                                                                 |                                                                 |                                                                 |                                                                 |                                                                 |                                                                 |                                                                 |                                                                 | *Northern Dancer                                                |                  |
| | Dancing Brave          | Dancing Brave          | Dancing Brave          |                                                                 | Lyphard                                                         | Lyphard                                                         | Lyphard                                                         | *Goofed                                                         | *Court Martial                                                  |                                                                 |                                                                 |                                                                 |                  |
| * | ダンシングブレーヴ     | ダンシングブレーヴ     | ダンシングブレーヴ     |                                                                 | Lyphard                                                         | Lyphard                                                         | Lyphard                                                         | *Goofed                                                         | *Barra                                                          |                                                                 |                                                                 |                                                                 |                  |
| | ダンシングブレーヴ     | ダンシングブレーヴ     | ダンシングブレーヴ     |                                                                 |                                                                 |                                                                 |                                                                 | *Drone                                                          | *Sir Gaylord                                                    |                                                                 |                                                                 |                                                                 |                  |
| | 1983                   | 鹿毛                   | USA                    |                                                                 | *Cap and Bells                                                  |                                                                 |                                                                 | *Drone                                                          |                                                                 |                                                                 |                                                                 |                                                                 |                  |
| |                        |                        |                        | 8勝                                                             | 8勝                                                             | 8勝                                                             |                                                                 | Navajo Princess                                                 | Navajo Princess                                                 | Navajo Princess                                                 | *Olmec                                                          | *Pago Pago                                                      |                  |
| | キングヘイロー         | キングヘイロー         | キングヘイロー         |                                                                 |                                                                 |                                                                 |                                                                 | Navajo Princess                                                 | Navajo Princess                                                 | Navajo Princess                                                 | *Olmec                                                          |                                                                 | *Chocolate Beau  |
| | キングヘイロー         | キングヘイロー         | キングヘイロー         |                                                                 |                                                                 |                                                                 |                                                                 |                                                                 |                                                                 |                                                                 |                                                                 | *Hail to Reason                                                 | *Turn-to         |
| |                        |                        |                        | *Nothirdchance                                                  |                                                                 |                                                                 |                                                                 |                                                                 |                                                                 |                                                                 |                                                                 | *Hail to Reason                                                 |                  |
| 1995 | 鹿毛                   | JPN                    |                        | Goodbye Halo                                                    | Goodbye Halo                                                    | Goodbye Halo                                                    |                                                                 | Halo                                                            | Halo                                                            | Halo                                                            | *Cosmah                                                         | *Cosmic Bomb                                                    |                  |
| 6勝 | 6勝                    | 6勝                    | *                      | グッバイヘイロー                                                | グッバイヘイロー                                                | グッバイヘイロー                                                |                                                                 | Halo                                                            | Halo                                                            | Halo                                                            | *Cosmah                                                         | *Almahmoud                                                      |                  |
| |                        |                        |                        | グッバイヘイロー                                                | グッバイヘイロー                                                | グッバイヘイロー                                                |                                                                 |                                                                 |                                                                 |                                                                 | *Sir Ivor                                                       | *Sir Gaylord                                                    |                  |
| | 1985                   | 栗毛                   | USA                    |                                                                 | *Attica                                                         |                                                                 |                                                                 |                                                                 |                                                                 |                                                                 | *Sir Ivor                                                       |                                                                 |                  |
| | 11勝                   | 11勝                   | 11勝                   |                                                                 | Pound Foolish                                                   | Pound Foolish                                                   | Pound Foolish                                                   | *Squander                                                       | *Buckpasser                                                     |                                                                 |                                                                 |                                                                 |                  |
| |                        |                        |                        |                                                                 | Pound Foolish                                                   | Pound Foolish                                                   | Pound Foolish                                                   | *Squander                                                       | *Discipline                                                     |                                                                 |                                                                 |                                                                 |                  |
| |                        |                        |                        |                                                                 |                                                                 |                                                                 |                                                                 |                                                                 |                                                                 |                                                                 |                                                                 | *Nijinsky                                                       | *Northern Dancer |
| | *Flaming Page          |                        |                        |                                                                 |                                                                 |                                                                 |                                                                 |                                                                 |                                                                 |                                                                 |                                                                 | *Nijinsky                                                       |                  |
| | Tenby                  | Tenby                  | Tenby                  |                                                                 | Caerleon                                                        | Caerleon                                                        | Caerleon                                                        | *Foreseer                                                       | *Round Table                                                    |                                                                 |                                                                 |                                                                 |                  |
| * | *テンビー              | *テンビー              | *テンビー              |                                                                 | Caerleon                                                        | Caerleon                                                        | Caerleon                                                        | *Foreseer                                                       | *Regal Gleam                                                    |                                                                 |                                                                 |                                                                 |                  |
| | *テンビー              | *テンビー              | *テンビー              |                                                                 |                                                                 |                                                                 |                                                                 | *Kalaglow                                                       | *Kalamoun                                                       |                                                                 |                                                                 |                                                                 |                  |
| | 1990                   | 鹿毛                   | GB                     |                                                                 | *Rossitor                                                       |                                                                 |                                                                 | *Kalaglow                                                       |                                                                 |                                                                 |                                                                 |                                                                 |                  |
| |                        |                        |                        | 5勝                                                             | 5勝                                                             | 5勝                                                             |                                                                 | Shining Water                                                   | Shining Water                                                   | Shining Water                                                   | *Idle Waters                                                    | *Mill Reef                                                      |                  |
| | ビッグテンビー         | ビッグテンビー         | ビッグテンビー         |                                                                 |                                                                 |                                                                 |                                                                 | Shining Water                                                   | Shining Water                                                   | Shining Water                                                   | *Idle Waters                                                    |                                                                 | *Midsummertime   |
| | ビッグテンビー         | ビッグテンビー         | ビッグテンビー         |                                                                 |                                                                 |                                                                 |                                                                 |                                                                 |                                                                 |                                                                 |                                                                 | *Alydar                                                         | *Raise a Native  |
| |                        |                        |                        | *Sweet Tooth                                                    |                                                                 |                                                                 |                                                                 |                                                                 |                                                                 |                                                                 |                                                                 | *Alydar                                                         |                  |
| 1998 | 黒鹿毛                 | JPN                    |                        |                                                                 |                                                                 |                                                                 | *                                                               | カコイーシーズ                                                  | カコイーシーズ                                                  | カコイーシーズ                                                  | *Careless Notion                                                | *Jester                                                         |                  |
| |                        |                        |                        | モガミヒメ                                                      | モガミヒメ                                                      | モガミヒメ                                                      |                                                                 | カコイーシーズ                                                  | カコイーシーズ                                                  | カコイーシーズ                                                  | *Careless Notion                                                | *Miss Uppity                                                    |                  |
| |                        |                        |                        | モガミヒメ                                                      | モガミヒメ                                                      | モガミヒメ                                                      |                                                                 |                                                                 |                                                                 |                                                                 | *マルゼンスキー                                                 | *Nijinsky                                                       |                  |
| | 1992                   | 黒鹿毛                 | JPN                    |                                                                 | *シル                                                           |                                                                 |                                                                 |                                                                 |                                                                 |                                                                 | *マルゼンスキー                                                 |                                                                 |                  |
| | 3勝                    | 3勝                    | 3勝                    |                                                                 | モガミポイント                                                  | モガミポイント                                                  | モガミポイント                                                  | *ポイントメーカー                                               | *ボールドラツド                                                 |                                                                 |                                                                 |                                                                 |                  |
| |                        |                        |                        |                                                                 | モガミポイント                                                  | モガミポイント                                                  | モガミポイント                                                  | *ポイントメーカー                                               | *クリヒデ                                                       |                                                                 |                                                                 |                                                                 |                  |
| 父系 | 父系                   | 父系                   | 父系                   | リファール系< ノーザンダンサー系<< ダーレーアラビアン系         | リファール系< ノーザンダンサー系<< ダーレーアラビアン系         | リファール系< ノーザンダンサー系<< ダーレーアラビアン系         | リファール系< ノーザンダンサー系<< ダーレーアラビアン系         | リファール系< ノーザンダンサー系<< ダーレーアラビアン系         | リファール系< ノーザンダンサー系<< ダーレーアラビアン系         | リファール系< ノーザンダンサー系<< ダーレーアラビアン系         | リファール系< ノーザンダンサー系<< ダーレーアラビアン系         | リファール系< ノーザンダンサー系<< ダーレーアラビアン系         | （出典）         |
| 母系 | 母系                   | 母系                   | 母系                   | ファミリーナンバー：1-b                                         | ファミリーナンバー：1-b                                         | ファミリーナンバー：1-b                                         | ファミリーナンバー：1-b                                         | ファミリーナンバー：1-b                                         | ファミリーナンバー：1-b                                         | ファミリーナンバー：1-b                                         | ファミリーナンバー：1-b                                         | ファミリーナンバー：1-b                                         | （出典）         |
| 5代内の近親交配 | 5代内の近親交配        | 5代内の近親交配        | 5代内の近親交配        | ノーザンダンサー（4×5）ニジンスキー（4×5）サーゲイロード（5×5） | ノーザンダンサー（4×5）ニジンスキー（4×5）サーゲイロード（5×5） | ノーザンダンサー（4×5）ニジンスキー（4×5）サーゲイロード（5×5） | ノーザンダンサー（4×5）ニジンスキー（4×5）サーゲイロード（5×5） | ノーザンダンサー（4×5）ニジンスキー（4×5）サーゲイロード（5×5） | ノーザンダンサー（4×5）ニジンスキー（4×5）サーゲイロード（5×5） | ノーザンダンサー（4×5）ニジンスキー（4×5）サーゲイロード（5×5） | ノーザンダンサー（4×5）ニジンスキー（4×5）サーゲイロード（5×5） | ノーザンダンサー（4×5）ニジンスキー（4×5）サーゲイロード（5×5） | （出典）         |
| 上記血統表中、4桁の数字は生年を表す。国名は生産国を表す。「*」は日本へ輸入された馬を示す。太字は近親交配が行われていることを示す。 |                        |                        |                        |                                                                 |                                                                 |                                                                 |                                                                 |                                                                 |                                                                 |                                                                 |                                                                 |                                                                 |                  |

- 甥に2024年札幌記念など重賞3勝のノースブリッジ、従兄弟に阪神大賞典など重賞4勝のディープボンドがいる。
- そのほかの近親はテツバンザイ#ケンタツキー牝系を参照。